# Marie-Jeanne Lagarde-Brochot
Pour les articles homonymes, voir Lagarde.
Marie-Jeanne Lagarde-Brochot, née le 12 août 1888 à Paris (8e arrondissement) et morte le 21 août 1938 à Saint-Cloud (Hauts-de-Seine) est une peintre française.

## Biographie
Marie Jeanne Lagarde est la fille de Georges Prosper Lagarde, chapelier, et de Maria Anna Brochot, commerçante.
Admise à l'école des Beaux-Arts, elle y bénéficie de différentes aides financières : le prix Fortin d'Ivry (concours de perspective) en 1913 ; le prix Ardouin (« en faveur des jeunes filles qui se destinent à la carrière des arts ») en 1913 (avec Mlles Drouet, Hautot et Maugendre) et en 1915 (avec Clémentine Dissard, Jeanne Moride et Raymonde Martin) ; une bourse de la Ville de Paris en 1916.
Élève de Fernand Cormon, de Ferdinand Humbert, de Jean-Baptiste Olive et de Louis-François Biloul, elle peint essentiellement des architectures religieuses. 
Elle expose au Salon de 1914 à 1938, est sociétaire en 1920, obtient une mention honorable en 1924, une médaille d'argent en 1927, ainsi que le prix Deldebat de Gonzalva en 1934. Elle expose au salon de l'Union des femmes peintres et sculpteurs — où elle remporte le 2e prix en 1931 puis le 1er prix en 1934 — ainsi qu'au Salon d'hiver (Intérieurs d'églises, 1937). Elle est en 1937 au Salon Violet (salon des officiers d'Académie) à la galerie de Paris au 214 faubourg Saint-Honoré avec Les Thermes de Julien.
Elle est nommée professeur de dessin aux lycées de jeunes filles de Guéret en 1915, puis de Caen, d'Amiens pendant plus de dix ans, de Boulogne-sur-Mer, puis en 1936 à Paris au Lycée Victor-Hugo (3e arrondissement). Elle est domiciliée au no 370 de la rue de Vaugirard.
Elle meurt célibataire en 1938, à l'âge de 50 ans, à l'hôpital de Saint-Cloud.

## Galerie

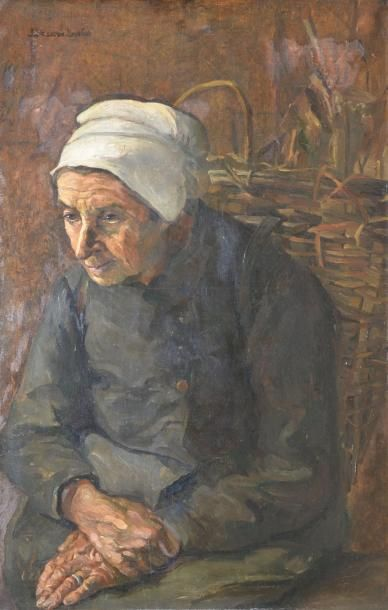
Paysanne au panier, huile sur toile.
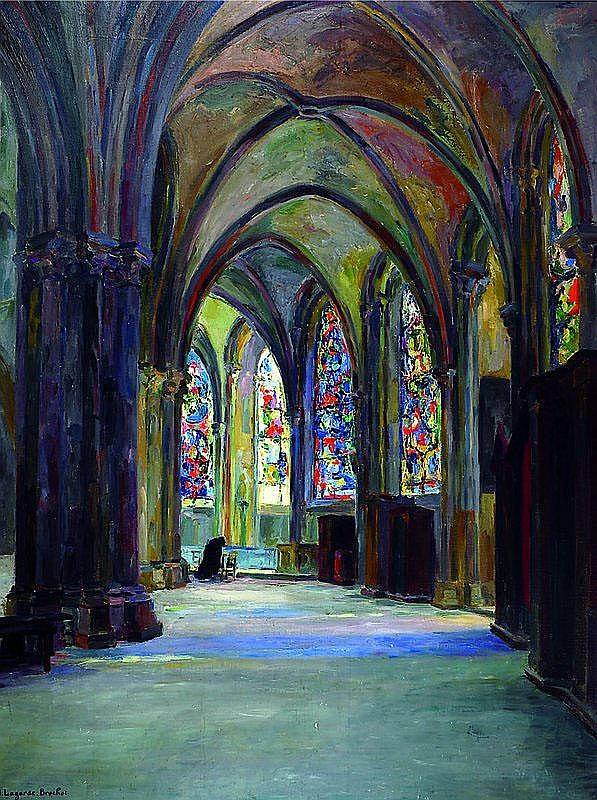
Abside de la cathédrale de Bourges, 1932, huile sur toile.
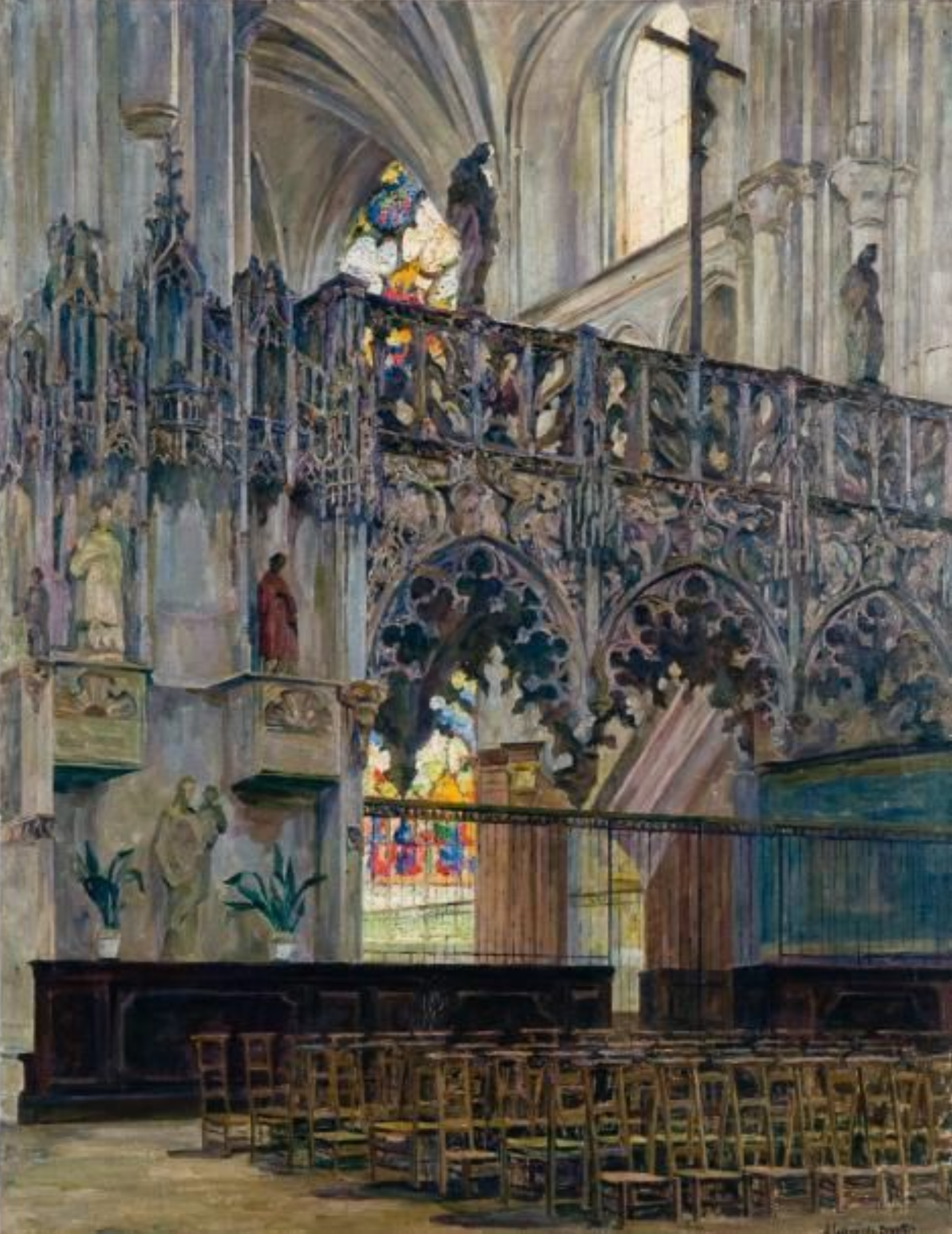
Vue du Jubé, huile sur toile.
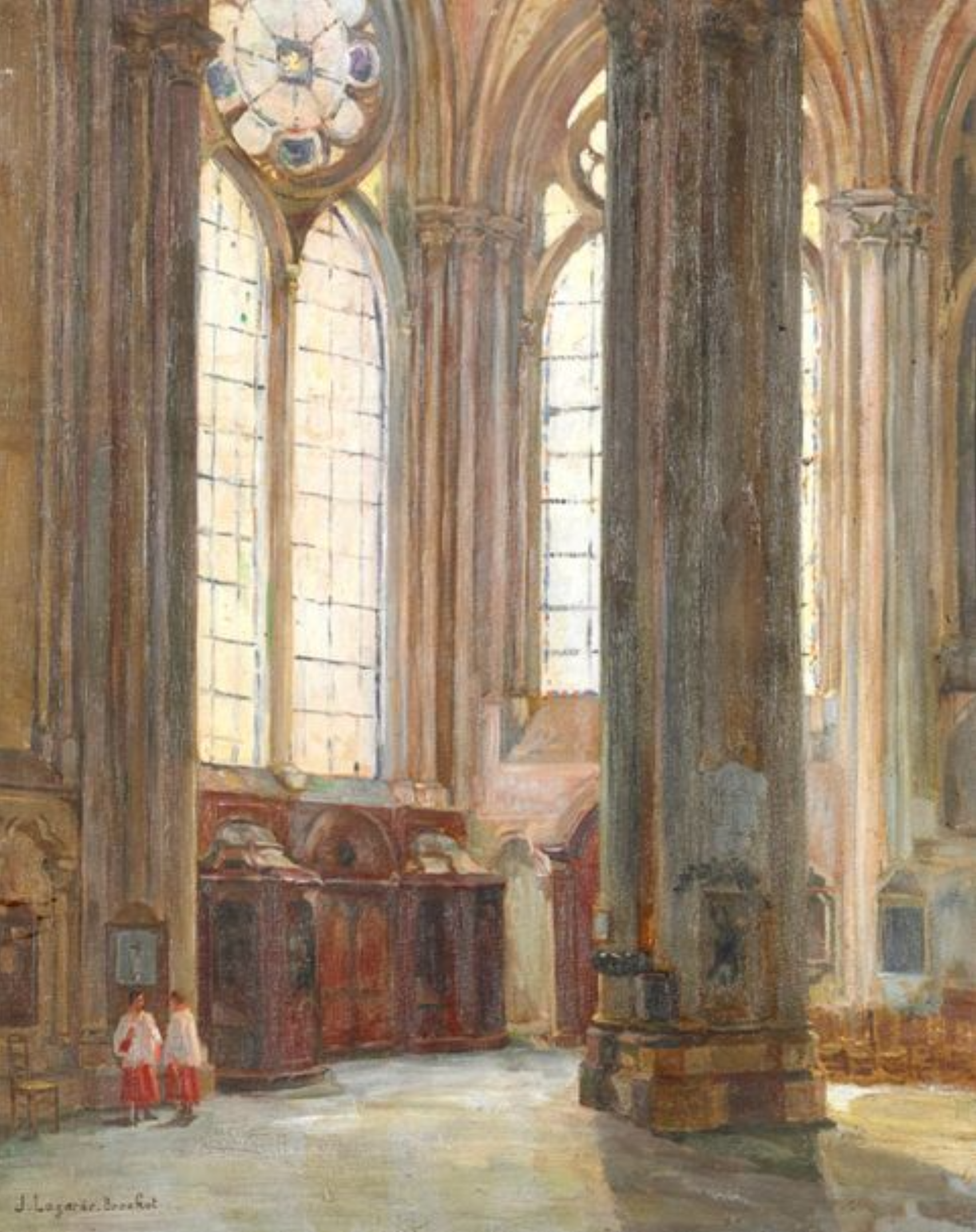
Contre-jour, cathédrale d'Amiens, huile sur toile.
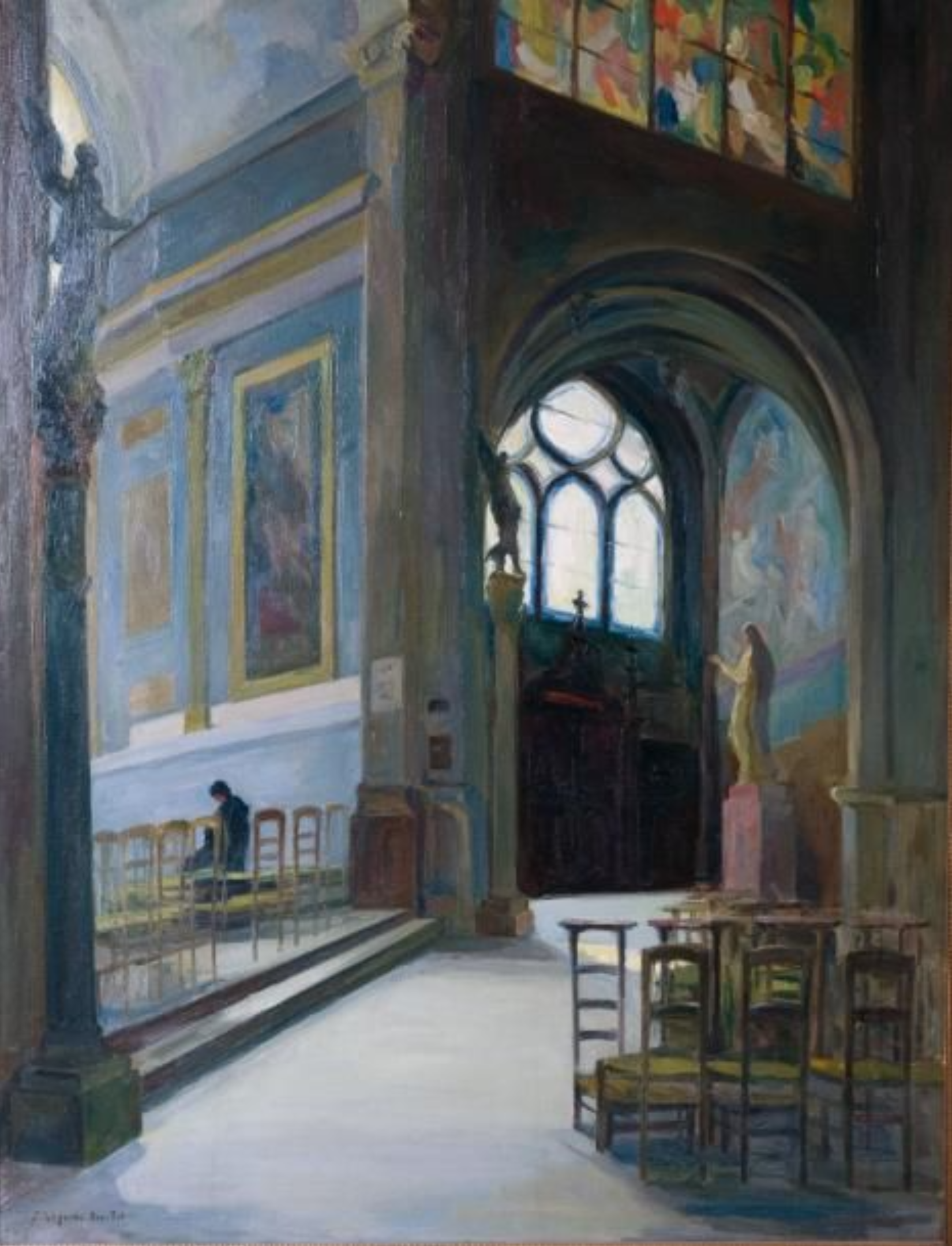
Vue d'une chapelle, huile sur toile.